# Colônia Belga
A Colônia Belga, foi criada no sul do Brasil, na então província de Santa Catarina, em 1845, por iniciativa do engenheiro Fontaine, Charles Van Lede e dos irmãos Lebon, em terras de sua propriedade, "a tres léguas, pouco mais ou menos, da fóz do Itajahy-Assú, com 90 belgas, recebendo depois mais 60 indivíduos".
A demora havida na distribuição das terras e o desejo de se livrarem, os colonos, das obrigações contraídas, provocaram sérias desavenças que ocasionaram a retirada de alguns neste mesmo ano.
Os restantes, abandonados afinal aos seus próprios recursos, por não poder o fundador atender às constantes exigências, trabalharam com empenho e prosperaram.
Em 1860 possuía a colônia 43 famílias com 230 pessoas. Por esta época já era considerada extinta esta colônia, confundidos os colonos com os demais estabelecidos às margens do rio Itajaí-Açu. Até 1917 ainda podiam ser observados vestígios do antigo estabelecimento, conservando o núcleo ali existente o nome e a população os traços de sua origem.
(fonte: Colonização do Estado de Santa Catarina)